# Valter César Gomes
Valter César Gomes (Volta Redonda, 24 de janeiro de 1966) é um ex-futebolista brasileiro, que atuava como meia-atacante. Atualmente é técnico de futebol, e participa do showbol com a camisa do Volta Redonda FC.
Em 1994 fez o gol do título da Copa Rio, na final contra o Fluminense. Em 1995 foi peça importante na equipe que foi vice-campeã da Série C do Brasileirão.

## Títulos
- Tricampeão da Copa Rio: 1994, 1995 e 1999.[1]
- Tricampeão do Interior: 1994, 1995 e 1998.
- Bicampeão Carioca da Segunda Divisão: 1987 e 2004.[7]
- Vice-campeão Brasileiro da Série C: 1995.[7]
- Campeão Taça Guanabara: 2005.[7]
- Vice-campeão carioca: 2005.[7]

## Conquistas e honrarias
- 2º jogador que mais vezes vestiu a camisa do Volta Redonda FC (343 jogos),[8] sendo ultrapasado por Bruno Barra.
- 3° maior artilheiro do Volta Redonda FC com 43 gols.
- Jogador que mais vezes conquistou a Copa Rio - 3 vezes.
- Como treinador, conquistou vice-campeonato da Taça Rio, e foi terceiro colocado geral no Carioca de Juniores, em 2011.[9]